# 루슬란과 류드밀라 (오페라)

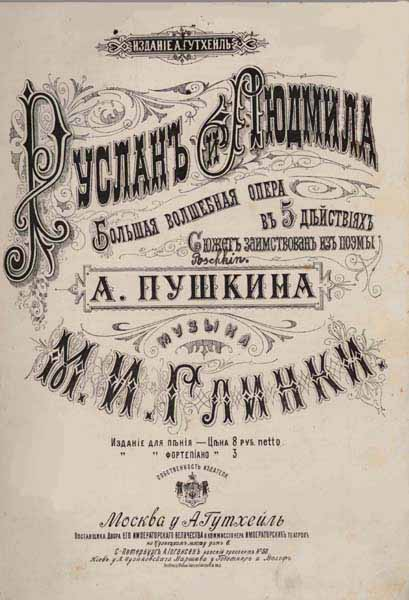

루슬란과 류드밀라(Руслан и Людмила)는 미하일 글린카가 1837~1842년에 작곡한 5막 8장의 오페라이다. 알렉산드르 푸시킨의 동명의 시, 루슬란과 류드밀라를 기초로 바레리안 쉬르코프와 네스토르 쿠콜니크, 그리고 N. A. Markevich 등이 러시아어 대본은 완성하였다. 원래 계획은 푸시킨이 직접 대본을 작성하는 것이었지만, 그의 갑작스런 죽음으로 성사되지 못했다. 이 오페라는 1842년 11월 27일 상트페테르부르크의 볼쇼이 극장(현재 상트페테르부르크 음악원이 들어선 자리)에서 초연되었다.

## 작품 배경
《황제에게 바친 목숨》의 경우와 같이 《루슬란과 류드밀라》에도 러시아 민속음악의 특징이 몇몇 곳에서 사용되고 있다. 동양적 요소를 가미해 불협화음과 반음계, 온음음계를 사용해 상상성을 넓힌 것으로 명성이 높다. 관현악법에서 돋보이는 것으로는 제1막에서 슬라브 족의 민속 현악기 구슬리의 음색을 피아노와 하프를 사용해 본뜬 점이다. 글린카가 서유럽의 오페라를 다수 참고한 것은〈파르라프의 론도〉에서 일목묘연해진다. 모차르트의 《피가로의 결혼》과 로시니의 《세비야의 이발사》의 러시아판이라고 말할 수 있다는 점이다. 신명나는 서곡은 많은 악단에서 연주되는 곡의 하나로 특히 명성이 높다.
글린카의 1번째 오페라 《황제에게 바친 목숨》과 나란히 러시아의 국민 오페라로서, 차세대 러시아 작곡가들에게 많은 영향을 주었다. 특히《루슬란과 류드밀라》는 멜헨을 사용한 러시아어 오페라의 모범으로 되었고, 림스키코르사코프의 오페라에 영향을 주었다.

## 등장인물
- 스베토차르, 키예프 루스의 대공: (베이스)
- 류드밀라, 스베토차르의 딸: (소프라노)
- 루슬란, 키예프 루스의 기사, 류드밀라의 정혼자: (바리톤)
- 라트미르, 하자르(Khazar)의 왕자: (콘트랄토)
- 파르라프, 바랑기아인 기사: (베이스)
- 고리슬라바, 라트미르의 포로이며, 그를 사랑한다: (소프라노)
- 핀, 선한 마법사: (테너)
- 나이나, 사악한 마법사: (메조소프라노)
- 바얀, 방랑 시인: (테너)
- 체르노모르, 사악한 마법사, 난쟁이: non-singing role

## 줄거리
- 3명의 기사가 난쟁이 악당, 쉐르노모르에게 납치된 아름다운 루드밀라 공주를 구출하는 경쟁에 나선다. 온갖 시련과 모험 끝에 원래의 약혼자인 루슬란이 공주를 구하고, 그녀의 사랑을 획득한다는 줄거리를 가진다.

### 1막
- 스베토차르의 연회장 회랑, 루슬란과 류드밀라의 결혼 피로연

### 2막
- 1장: 친절한 마술사 핀의 동굴
- 2장: 사막
- 3장: 안개에 휩싸인 사막

### 3막
- 나이나의 마법 궁전

### 4막
- 세르몬노르의 마법 궁전

### 5막
- 1장: 달빛을 받은 계곡
- 2장: 소베토차르의 연회장 회랑

## 유명한 아리아
- 서곡
- 류드밀라의 카바티나 (1막)
- 핀의 발라드 (2막, 1장)
- 파르라프의 론도 (2막, 2장)
- Ruslan의 아리아 (2막, 3장)
- Ratmir의 아리아 (3막)
- Dances (3막)
- 류드밀라의 아리아 (4막)
- 세르모노르의 행진곡 (4막)
- 동양적 춤곡 (4막)

## 참고 문헌
- 100 опер: история создания, сюжет, музыка. [100 Operas: History of Creation, Subject, Music.] Ленинград: Издательство "Музыка," 1968, pp. 278-284.

### 음악 듣기
- Leicestershire Schools Symphony Orchestra 루슬란과 류드밀라 서곡 비디오,1998년